# Paul Baader
Paul Baader (* 5. Februar 1872 in Konstanz; † 3. Juli 1951 ebenda) war ein deutscher Oberst und Ritter des Ordens Pour le Mérite.

## Leben
Paul Baader trat 1890 als Freiwilliger in das 7. Badische Infanterie-Regiment Nr. 142 der Preußischen Armee ein und avancierte bis Mitte November 1891 zum Sekondeleutnant. Mitte Juni 1900 stieg er zum Oberleutnant auf, wurde am 11. September 1907 zum überzähligen Hauptmann befördert und unter Ernennung zum Kompaniechef am 10. April 1908 nach Mörchingen in das 2. Lothringische Infanterie-Regiment Nr. 131 versetzt. In dieser Eigenschaft erhielt er im August 1908 die Erlaubnis zur Annahme des ihm am 22. Mai 1908 durch Großherzog Friedrich I. verliehenen Ritterkreuzes II. Klasse des Ordens vom Zähringer Löwen. Unter Beförderung zum Major erfolgte am 18. Oktober 1913 seine Versetzung nach Flensburg zum Stab des Füsilier-Regiments „Königin“ (Schleswig-Holsteinisches) Nr. 86.
Zu Beginn des Ersten Weltkriegs wurde Baader am 2. August 1914 Kommandeur des III. Bataillons im Reserve-Infanterie-Regiments Nr. 86, dass bei der 18. Reserve-Division im Nordsee-Küstenschutz stand. Ende des Monats verlegte es in das neutrale und zwischenzeitlich besetzte Belgien. Hier beteiligte es sich an den Kämpfen um Löwen und vor Antwerpen. Mitte September 1914 marschierte sein Regiment nach Frankreich, griff hier in die Schlacht um Noyon ein und konnte den Durchbruch des Feindes verhindern. Danach ging er im Abschnitt Crapeaumesnil–Lassigny in den Stellungskrieg über und bezog Ende Oktober 1915 einen neuen Frontabschnitt im Artois an der Loretto-Höhe. Ende Februar 1916 übernahm Baader das II. Bataillon im Reserve-Infanterie-Regiments Nr. 230, das ebenfalls im Artois lag und sich im Jahresverlauf an der Schlacht an der Somme beteiligte.
Am 16. Januar 1917 wurde Baader zum Kommandeur des seit dem 6. November 1916 in Aufstellung befindlichen Infanterie-Regiments Nr. 464 ernannt. Im Verbund mit der ebenfalls neu aufgestellten 238. Infanterie-Division nahm er zunächst von Mitte April bis Mitte Mai 1917 an den Kämpfen vor der Siegfriedstellung und anschließend an der Schlacht bei Arras teil. Daran schlossen sich schwere Abwehrkämpfe in Flandern an, wofür er mit dem Ritterkreuz des Königlichen Hausordens von Hohenzollern mit Schwertern ausgezeichnet wurde. Während der Stellungskämpfe bei St. Quentin und an der Oise sowie den Ruhepausen hinter der Front bereitete Baader sein Regiment auf die geplante deutsche Frühjahresoffensive vor.
In der am 21. März 1918 beginnenden Offensive führte er sein Regiment in der Durchbruchschlacht bei St. Quentin–La Fère bis in die Linie Montdidier–Noyon. Dort kam der Angriff zum Stehen. Nach weiteren Stellungskämpfen war er im Mai/Juni 1918 sowie Mitte Juli 1918 in die letzte deutsche Angriffsschlacht an der Marne und in der Champagne eingebunden. Dann kämpfte er in der Abwehrschlacht zwischen Reims und Soissons. Während der Abwehrkämpfe zwischen Oise und Aisne wurde sein Regiment am 2. September 1918 der 1. Garde-Infanterie-Division unterstellt. Trotz wiederholt starker feindlicher Tankangriffe gelang es ihm, seine Stellungen an den Höhen westlich Lenilly zu halten und damit den bedrohten linken Flügel der Division zu sichern. Dafür verlieh ihm Kaiser Wilhelm II. durch Kabinettsorder am 20. Oktober 1918 die höchste preußische Tapferkeitsauszeichnung, den Orden Pour le Mérite.
In den letzten Kriegswochen befand Baader sich in permanenten Abwehrkämpfen, zuletzt an der Antwerpen-Maas-Stellung. Nach dem Waffenstillstand von Compiègne führte er sein Regiment nach Deutschland zurück, wo es ab Anfang Januar 1919 in Schwerin zunächst demobilisiert und schließlich aufgelöst wurde. Daraufhin reichte Baader seinen Abschied ein, der ihm am 15. Mai 1920 mit dem Charakter als Oberstleutnant bewilligt wurde.
Anlässlich des „Tannenbergtages“ erhielt er am 27. August 1939 den Charakter als Oberst.